# 霍夫曼電量計

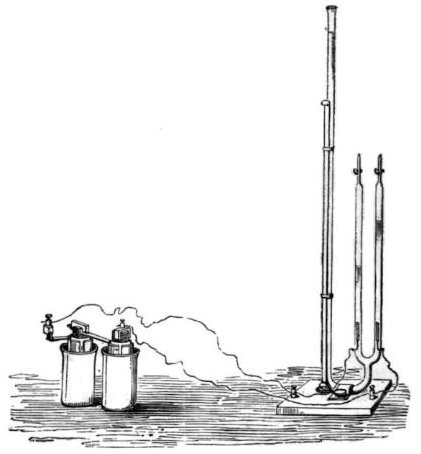
第一個霍夫曼電量計

霍夫曼電量計（英語：Hofmann voltameter）是一种用於水電解的设备，由德國化學家奧古斯特·威廉·馮·霍夫曼在1866年發明。它由三个連在一起的玻璃直筒構成。為方便添加水，内筒的頂並不是密封的。每個側面的氣筒均有一个白金電极放在底部，连接到電源的正极和负极。

## 名稱來源
「電量計」這名稱是约翰·弗雷德里克·丹尼尔發明的，原名由法拉第命名為「電量-電流計」。霍夫曼電量計現時已經不再用作電量計。但是，在安培計被發明之前，霍夫曼電量計的確被用作量度直流電。電量可根據法拉第电解定律被計算出來。

## 運作

霍夫曼電量計

当電流通过霍夫曼電量計時，氧气會在陽極出現，而氢氣則在陰極中出現。氣體可經外筒頂部的出口被收集。
為了提高導電性，一些離子化合物會被添加到水裏（通常為硫酸(H2SO4)）。因此，陰極和陽極都會有一些雜質，即離子化合物被電解後的產品。
雖然電極一般會以白金製造，然而若果顧及成本考慮，亦會經常使用碳作為電極。但由於碳會被氧化，陽極的氧氣將被污染成二氧化碳。

## 用途
已消秏的電力可經過量度陰極的重量而斷定。爱迪生使用電量計作为电錶。因為鉑電極反應率太低，霍夫曼電量計不能用来衡量电流。
霍夫曼電量計经常被用作示范化学计量数原理，主因氢气和氧气體積比為2:1，说明了水的化学式H2O。然而，只有氧气和氢气体被假设为双原子分子本結果才成立。如果氢气是单原子分子而氧氣是双原子分子，气体體積比将是4:1。水的體積比例便是氢气和氧气的比例。實驗證明這個比例是2:1，這個數值便是經過霍夫曼電量計測量出來的。

## 另見
- 電解水